# Georges Mniszech
 (avril 2019).
Si vous disposez d'ouvrages ou d'articles de référence ou si vous connaissez des sites web de qualité traitant du thème abordé ici, merci de compléter l'article en donnant les références utiles à sa vérifiabilité et en les liant à la section « Notes et références ».
Georges Philippe Comte Vandalin Mniszech, né le 14 mars 1822 à Wischnowitz (Russie) et mort le 17 novembre 1881 dans le 8e arrondissement de Paris est un entomologiste polonais.

## Biographie
Jerzy Vandalin Mniszech, né au Palais Wiśniowiecki en Volhynie dans une famille noble, est le fils de Charles Vadalin Mniszech (1794–1844) et Eleonore Zentner (1798–1871). Son grand-oncle Joseph Jean (1742-1797) était naturaliste. Très jeune, il se lance avec son frère André (1823-1905) dans une collection des coléoptères de Volhynie et autres espèces exotiques, enrichissant ainsi la collection familiale.
Par son mariage en 1846 à Wiesbaden, avec Anna Marie Josephe Hańska (1830-1915), il devient le gendre d’Ewelina Hańska (1800-1881), l’épouse de Balzac. Il fait la connaissance de l’écrivain un an plus tôt, en 1845 à Dresde. À plusieurs reprises Mniszech soutient financièrement Balzac. En 1874, Mniszech fait bâtir un hôtel particulier, c'est l'architecte Eugène Monnier qui érige la bâtisse, rue Balzac.
Il passe les derniers mois de sa vie dans un établissement spécialisé, victime d’un ramollissement cérébral, consécutif à une première hémorragie cérébrale survenue en 1875. Vers 1880, la collection de Mniszech est vendue à Henri Deyrolle bien en dessous de sa valeur, soit 60 000 francs. Georges Mniszech est mort chez lui le 17 novembre 1881, à l'âge de 59 ans. Henri Deyrolle présente l'éloge funèbre devant la Société entomologique de France.